# فيلي واين يونغ
فيلي واين يونغ (بالإنجليزية: Willie Wayne Young)‏ هو فنان أمريكي، ولد في 1942.